# Muhammad al-Urabi
Mohammed al-Urabi (ur. 1951) -  egipski dyplomata i polityk.
W służbie dyplomatycznej od 1976. Pracował na placówkach w Kuwejcie, Wielkiej  Brytanii i Stanach Zjednoczonych. Był zastępcą ambasadora w Izraelu, od 2001 przez 6 lat pełnił funkcję ambasadora w Niemczech.
Był również szefem gabinetu ministra spraw zagranicznych Amr Musy. 19 czerwca 2011 został mianowany szefem MSZ w rządzie Isama Szarafa. 16 lipca 2011 podał się do dymisji.